# Consell General de Tarn i Garona

Logo del Consell General

El Consell General de Tarn i Garona és l'assemblea deliberant executiva del departament francès de Tarn i Garona, a la regió d'Occitània.
La seu es troba a Montalban i des de 1985 el president és Jean-Michel Baylet (PRG).

## Composició
El març de 2008 el Consell General de Tarn i Garona era constituït per 30 elegits pels 30 cantons del Tarn i Garona.
| Partit                        | Sigla | Electes |
| ----------------------------- | ----- | ------- |
| Majoria                       |       |         |
| Partit Socialista             | PS    | 8       |
| Partit Radical d'Esquerra     | PRG   | 12      |
| Divers Gauche                 | DVG   | 8       |
| Oposició                      |       |         |
| Moviment Demòcrata            | MD    | 1       |
| Divers Droite                 | DVD   | 4       |
| Unió pel Moviment Popular     | UMP   | 3       |
| President del Consell General |       |         |
| Jean-Michel Baylet (PRG)      |       |         |